# 小畑友紀
小畑 友紀（おばた ゆうき、1月9日 - ）は、日本の漫画家。女性。北海道出身。北海道釧路市在住。血液型A型。

## 経歴
1998年、読切「Raindrops」で第42回小学館新人コミック大賞佳作を受賞。同年、『デラックス別冊少女コミック』（小学館）初秋特大号に「Raindrops」が掲載され、漫画家デビューを果たす。
デビュー以降、『ベツコミ』（小学館）を中心に活動。2002年から「僕等がいた」の連載を開始し、コミックの累計発行部数が1000万部を突破するヒット作品となる。同作は2006年にアニメ化され、2012年には実写映画が公開された。
2005年、「僕等がいた」で第50回小学館漫画賞少女向け部門を受賞。
2010年7月31日から9月5日にかけて、JR北海道・釧路駅の2階にて、小畑友紀の原画展が開催された。
2012年、釧新教育芸術振興基金主宰の釧新郷土芸術賞を受賞。

## 人物
趣味として、自転車散策とアメリカン・ドラマシリーズの鑑賞を挙げている。好きなものはトマトとワイン。嫌いなものは苦いもの、炭酸、酒、焼肉、まずいサラダ。
デビュー後、コンビニエンスストアで自分の書いた読みきりを立ち読みしている人を発見し、ドキドキしながら見たらしい。冬が長く他の季節が短い事をちょっと悲しんでいる。
高校生の頃の「こんなこと、あったよね」という、あのきらきらした感じを思い出しながら、エピソードを引っ張ってくるという。また、常に自分が住む釧路の街をイメージしながら執筆している。　
地元北海道新聞の連載企画「北海道ひと紀行」（2010年9月23日付）で、山岸凉子・椎名軽穂とともに、北海道出身の代表的な少女漫画家の一人として紹介された。

## 作品リスト

### 漫画
- きみの勝ち（小学館、『別冊少女コミック』、1999年、読切、同名の短編集、短編集新装版に収録）
- スキ キライ 好き。（小学館、『別冊少女コミック』、2000年、単行本全1巻、新装版全1巻）
- まる三角しかく（小学館、『別冊少女コミック』、2000年 - 2001年、単行本全2巻、新装版全2巻）
- スミレはブルー（小学館、『別冊少女コミック』、『デラックスベツコミ』、2001年 - 2002年、単行本2巻 (未完)、新装完全版全2巻）
- 僕等がいた（小学館、『ベツコミ』、2002年 - 2012年、単行本全16巻）
- 春巡る（集英社、『Cookie』、2012年 - 2014年9月号より休載中、既刊2巻）

### 絵本
- すてきなぼうし（マクドナルド 本のハッピーセット、2019年2月8日から2019年4月11日まで）